# Truyện kể các loài vật
Truyện kể các loài vật (Animal tale) hay còn gọi là truyện ngụ ngôn về loài vật (beast fable)  hoặc truyện cổ tích về loài vật thường bao gồm một câu chuyện ngắn hoặc bài thơ, bài vè trong đó kể về các loại động vật biết nói chuyện với nhau. Nó là một hình thức truyền thống của văn ngụ ngôn. 

## Các hình thức
Các truyện ngụ ngôn truyền thống quan trọng được đại diện bởi Panchatantra và Kalila và Dimna (bản gốc tiếng Phạn và tiếng Ả Rập), truyện ngụ ngôn Aesop (bản gốc tiếng Hy Lạp), Nghìn lẻ một đêm (Đêm Ả Rập) và truyện tiếu lâm và truyện cười dân gian các dân tộc trên thế giới (Tây Phi và người Mỹ bản địa). Ở Việt Nam, chúng được phổ biến với tên thường gọi là chuyện cổ tích các loài vật hay sự tích các loài vật, là những câu chuyện dân gian lưu truyền trong cộng đồng dân cư và đồng bào dân tộc ít người. Nhiều câu chuyện đã được sưu tầm, chọn lọc và đưa vào chương trình dạy học cho các em thiếu nhi bậc tiểu học. Ngoài ra còn có truyện cười (truyện tiếu lâm) về các loài vật.
Truyện ngụ ngôn thường được truyền tải về sự tự do giữa các ngôn ngữ và thường đảm nhận vai trò giáo dục ví dụ, phiên bản tiếng Latin của Aesop là tiêu chuẩn làm tài liệu sách giáo khoa tiểu học ở thời trung cổ châu Âu hoặc sau này là truyện ngụ ngôn Laphongten. Một ví dụ gần đây hơn, trong văn học Anh, là cuốn tiểu thuyết trại súc vật của George Orwell, trong đó các hệ tư tưởng chính trị khác nhau được nhân cách hóa thành động vật, như Napoleonist Stalin, và vô số "con cừu" đi theo hướng của chúng mà không cần thắc mắc. Trong điện ảnh Mỹ, cũng có bộ phim giành giải Oscar, Zootopia, đóng vai trò là câu chuyện ngụ ngôn về định kiến và đẳng cấp loài nơi các nhân vật động vật vui nhộn gặp cả vấn đề xã hội với loài của chúng giống như các nhóm chủng tộc.